# 1492 en arts plastiques
| Années des arts plastiques : 1489 - 1490 - 1491 - 1492 - 1493 - 1494 - 1495    |
| Décennies des arts plastiques : 1460 - 1470 - 1480 - 1490 - 1500 - 1510 - 1520 |

Cette page concerne l'année 1492 en arts plastiques.

## Œuvres

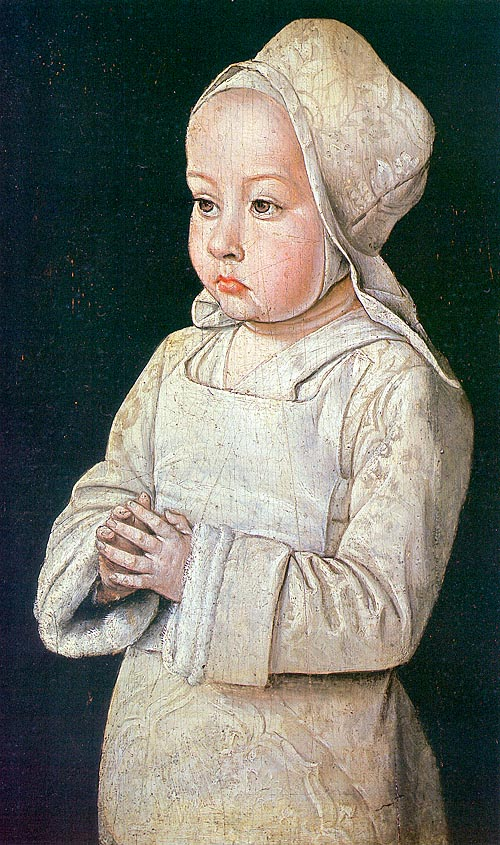
Jean Hey, Suzanne de Bourbon

- Christ en gloire de Domenico Ghirlandaio, retable peint pour l’abbaye des Camaldules de San Giusto, près de Volterra,
- Portrait d'un vieil homme, Luca Signorelli.
- Vers 1492 : 
  - Portrait de Lorenzo di Ser Piero Lorenzi de Sandro Botticelli,
  - Retable de Saint Antoine de Padoue, attribué à Giovanni Canavesio, église Sainte-Marguerite de Lucéram.
  - Jean Hey peint trois tableaux, représentant Pierre de Bourbon en prière, présenté par saint Pierre, sa femme Anne de France, duchesse de Bourbon, présentée par saint Jean l'Évangéliste, leur fille Suzanne de Bourbon, dit « l’Enfant en prière »,
  - Bataille des Centaures, bas-relief sculpté de Michel-Ange,
  - Madonna col Bambino tra i santi Giovanni Battista e Antonio abate de Neroccio di Bartolomeo de' Landi.
  - L'Étude de proportions du corps humain selon Vitruve ou L'Homme de Vitruve, dessin de Léonard de Vinci.

## Naissances
- 10 avril : Vincenzo Tamagni, peintre italien de l'école siennoise († 1530),
- Date précise inconnue :
  - Michelangelo Anselmi, peintre italien maniériste de l'école de Parme († 1556),
  - Francesco Beccaruzzi, peintre italien de l'école vénitienne († 1562).
  - Benedetto Coda, peintre italien actif à Rimini († après 1533).
  - Giovann'Antonio Lappoli,  peintre florentin († 1552),
  - Domenico Puligo, peintre italien  († 27 septembre 1527),
  - Giovanni Antonio Sogliani, peintre italien († 15 juillet 1544).

## Décès
- 12 octobre : Piero della Francesca, peintre italien (° entre 1412 et 1420).
- Date précise inconnue :
  - Neri di Bicci peintre italien de Florence (° 1418),
  - Shoto Bokusai, peintre japonais.